# نادي سكيف لكرة اليد
نادي سكيف لكرة اليد هو نادي كرة يد في الدنمارك. تبلغ سعة ملعبه 2100 متفرجا. لديه فريق للرجال يلعب في الدوري الدنماركي لكرة اليد وفريق للسيدات.